# Dorota Maria Dąbrowska
Dorota Maria Dąbrowska – polska statystyczka znana z rozwijania metod nieparametrycznych i semi-parametrycznych dla procesów liczących i analizy czasu życia. Estymator Dąbrowskiej, zaproponowany przez nią w jej artykule z 1988 r. zatytułowanym „Kaplan-Meier Estimate on the Plane” jest szeroko stosowanym narzędziem do analizy dwuwymiarowych danych cenzorowanych losowo dotyczących czasu życia.

## Życiorys
Tytuł magistra matematyki uzyskała na Uniwersytecie Warszawskim w 1978 r. Rozprawę doktorską na temat testów rangowych niezależności dla danych cenzorowanych  przygotowała pod kierunkiem prof. Kjella Doksuma i obroniła w 1984 r. na Uniwersytecie Kalifornijskim w Berkeley Po doktoracie podjęła pracę na Uniwersytecie Kalifornijskim w Los Angeles, gdzie jest profesorem biostatystyki i statystyki. Zestawienie jej najważniejszych prac można znaleźć w Mathematical Reviews oraz Zentralblatt MATH.
Jest również jednym z tłumaczy wpływowej pracy Jerzego Spławy-Neymana z 1923 roku poświęconej losowym eksperymentom, pierwotnie napisanej po polsku.
Była stypendystą Instytutu Statystyki Matematycznej.